# 하니아 FC
하니아 FC(그리스어: Ποδοσφαιρική Ανώνυμη Εταιρεία Χανιά)는 2017년에 설립된 하니아를 연고지로 하는 그리스의 프로 축구팀이다. 하니아현의 대표 클럽이었던 AO 하니아와 PGS 키사미코스의 합병으로 탄생하였다. 현재 그리스의 2부 리그인 수페르리가 2에서 활동하고 있다.

## 역사

### AO 하니아-키사미코스
한창 2016-17 시즌이 진행중일 때, 당시의 2부 리그였던 풋볼 리그 (그리스)에서 하니아현을 대표하는 클럽은 하니아의 AO 하니아(그리스어: Aθλητικός Όμιλος Χανιά)와 이웃 도시인 키사모스의 PGS 키사미코스(그리스어: Ποδοσφαιρικός Γυμναστικός Σύλλογος Κισσαμικός)였다. 2015년에 구단 역사상 처음으로 2부 리그로 승격한 키사미코스는 풋볼 리그에서 중위권의 성적으로 빠르게 자리를 잡아갔고 같은 지역 경쟁자였던 하니아를 능가하게 되었다. 반면에 꾸준히 프로 리그에서 활약하던 하니아는 감당할 수 없는 재정난에 직면하게 되었는데 결국 이 문제로 승점 33점이 삭감되었고 동시에 출전 자격도 박탈당했으며 시즌이 끝난 후 강제로 감마 에스니키로 강등되는 조치를 받게 되었다. 2017년 여름, 당시 키사미코스의 구단주였던 안토니스 로카키스와 하니아의 이사진은 지역을 상징하는, 더 구체적으로는 하니아현을 대표하는 새롭고 강한 조직을 구성하기 위해 새 팀을 만드는 내용의 합병 계약을 맺고 두 구단의 수뇌부들이 협의에 들어갔다. 이 합병은 2017년 8월 19일에 최종 승인되었고 하니아의 부채 문제로 인수 합병하지 않고 키사미코스가 고유의 문양과 색을 유지한 채 구단명을 AO 하니아-키사미코스로 변경하는 식으로 진행했으며 구단주는 키사미코스의 구단주였던 안토니스 로카키스가 그대로 이어기로했다. 그러면서 구단의 본부를 키사모스에서 원래 하니아가 사용하던 하니아의 무르니에스에 위치한 페리볼리아 시립 경기장으로 옮기기로 발표했다. 이에 키사미코스 서포터들은 구단의 이름과 로고가 바뀌고 연고지까지 옮겨지려고 하자 전체적인 합병 자체를 격렬히 반대했고 반면에 하니아 서포터들은 키사미코스의 이름과 상징을 완전히 삭제해달라고 요구했다. 하지만 구단은 양 구단의 합의 내용을 그대로 이행하기로 했다.
이렇게 만들어진 새 팀은 합병 이후 2017-18, 2018-19 시즌에서 각각 리그 4위와 6위를 기록하며 안정적으로 정착했고 2019년에 새로 신설된 수페르리가 2에 참가하게 된다. 하지만 하니아의 서포터들은 2년간 지속해서 구단 이름에 카사미코스를 빼고 하니아만 들어가야 하고 엠블럼에 기존의 하니아 로고의 요소가 들어가야 한다고 압력을 주었다.

### 하니아 FC
2019년 여름, AO 하니아-키사미코스의 이사진은 구단의 이름을 하니아현을 대표한다는 의미로 하니아 FC로 변경하기로 결정했으며 또한 키사미코스의 상징인 돌고래를 기초로 한 구단의 새 로고를 발표하였다. 이후 10월에 최종 승인이 되었다.

## 경기장
홈구장은 과거 AO 하니아가 사용하던 페리볼리아 시립 경기장을 사용하고 있다. 1959년에 다목적 경기장으로 지어졌으며 하니아에 위치하고 있다.

## 선수 명단

### 현역
- 디미트리오스 마노스(2023 ~ )
- 닐리(2023 ~ )
- 보리스 클레이만(2024 ~ )
- 펠릭스 마타우스(2023 ~ )

## 역대 감독
| 감독                | 임기        |
| ------------------- | ----------- |
| 야니스 타우시아니스 | 2023 ~ 2024 |